# عيسى بن الشيخ
أبو موسى عيسى بن الشيخ بن السليل الذهلي الشيباني؛ (المتوفي عام 882) كان زعيمًا عربيًا لقبيلة شيبان. مستفيدًا من الاضطرابات الداخلية للخلافة العباسية، أنشأ دولة بدوية شبه مستقلة في فلسطين وجنوب سوريا في عام 867-870، قبل أن يجبره الجيش العباسي على تبادل نفوذه مع حاكم أرمينية وديار بكر. في أرمينيا، كافح لاحتواء القوة الصاعدة للأمراء المسيحيين، ولكن بعد فشله في قمع تمرد أحد مرؤوسيه، تخلى عن البلاد وعاد إلى موطنه الأصلي الجزيرة. هناك أمضى سنواته الأخيرة حتى وفاته في صراع مع رجل قوي منافس، حاكم الموصل إسحاق بن قندجيق.